# Менделеев, Иван Павлович
Иван Павлович Менделеев (при рождении Соколов) (18 февраля 1783 — 13 октября 1847) — педагог, директор Тобольской гимназии и училищ Тобольского округа, надворный советник, в доме которого в Тобольске в 1840-е годы собирались ссыльные декабристы. Отец знаменитого русского учёного Д. И. Менделеева

## Биография
Родился 18 февраля 1783 года в селе Тихомандрицы Вышневолоцкого уезда Тверской губернии — в семье священника Павла Максимовича Соколова  (первого учителя А. А. Аракчеева).
В 1795—1803 гг. учился в Тверской духовной семинарии под фамилией Менделеев. В семинарии обучался «латинскому и немецкому языкам, арифметике, географии, всемирной истории, поэзии, риторике, философии и начальным основам медицины».
Окончив семинарию, И. П. Менделеев в 1804 году поступил в Педагогический институт в Петербурге, на филологическом отделении которого обучался «благочинию, науке о законодательстве, сельскому домоводству, политической экономии, науке о финансах, философии и правам: естественному, частному и всеобщему, гражданскому, минералогии, всеобщей грамматике, российской и латинской словесности при изрядном поведении с весьма хорошими успехами, на что имеется и аттестат».
В 1807 году Менделеева назначили старшим учителем в Тобольское главное народное училище, которое в 1810 году было преобразовано в гимназию. Преподавал не только русскую словесность, философию, логику, начала политической экономии, немецкий язык, но и Закон Божий.
В 1809 году женился на Марии Дмитриевне Корнильевой.
За усердие и успехи в 1818 году титулярный советник И. П. Менделеев был переведён директором училищ Тамбовской губернии. В Тамбовском главном народном училище он преподавал латинский язык.
В 1820 году избран член—корреспондентом в Санкт-Петербургское Вольное общество любителей российской словесности.
Получив очередное повышение по службе, в 1823 году был назначен директором Саратовской гимназии.
В 1825 году И. П. Менделеев, за короткое время многое сделавший для гимназии, попал в немилость к попечителю Казанского учебного округа М. Л. Магницкому и, несмотря на то, что современники характеризовали «его как человека деятельного и активного, радеющего за судьбы своих воспитанников, необычайно честного и религиозного», под надуманными, но не подтверждёнными предлогами был отстранён от должности в Саратове и вернулся в Тобольск.
С 1828 года И. П. Менделеев — директор Тобольской классической гимназии. Его ум, образованность и культура выделяли его из окружения. В доме Менделеевых часто проводили вечера коллеги, в том числе, его бывший ученик — учитель и инспектор гимназии П. П. Ершов и жившие на поселении ссыльные декабристы.
В 1834 году в семье родился младший и последний ребёнок — будущий знаменитый учёный — Дмитрий, о чём в метрической книге духовной консистории по тобольской Богоявленской церкви сделана запись: «27 января Тобольской гимназии директора — надворного советника Ивана Павловича Менделеева от законной его жены Марии Дмитриевны родился сын Дмитрий».
В этот же год Иван Павлович ослеп и вынужден был оставить службу. Несмотря на удачную операцию, проведенную в Москве известным офтальмологом П. Ф. Броссе и возвратившую И. П. Менделееву зрение, вернуться к прежней деятельности он не смог и вышел на пенсию.
Из-за стеснённых денежных обстоятельств семья переехала в село Аремзянское, так как М. Д. Менделеева по доверенности брата Василия Дмитриевича взялась за управление принадлежавшей семье Корнильевых с 1751 года местной стекольной фабрикой. Вернуться в Тобольск пришлось в 1841 году, к моменту поступления Дмитрия в Тобольскую гимназию.
В 1844 году в селе Аремзянское была открыта деревянная церковь Николая Чудотворца, деньги на постройку которой выделяли Менделеевы (утрачена в 80-х гг. XX в.).
Умер И. П. Менделеев от туберкулёза в Тобольске 13 октября 1847 года.

## Семья И. П. Менделеева и декабристы
В. Д. Юшковский отмечал роль преподавателя Тобольского училища И. П. Менделеева, «одного из первых сибирских интеллигентов» в формировании нравственных ценностей будущего декабриста Г. С. Батенькова.
Профессионализм и прогрессивные гражданские взгляды И. П. Менделеева привлекали к нему немногочисленное культурное общество Тобольска и обречённых на строгую изоляцию ссыльных декабристов.
Дмитрий Иванович Менделеев в своих воспоминаниях писал о Тобольске: «Тут жили почтенные и всеми уважаемые декабристы Фонвизин, Анненков, тут Муравьев, близкие к нашей семье особенно после того, как один из декабристов, Н.В. Басаргин, женился на моей сестре, вдове Ольге Ивановне».
Революционер и учёный Н.А. Морозов писал о влиянии декабристов на стремление Дмитрия Менделеева к изучению природы, что «корни этих стремлений заходят еще в гимназический период его жизни, когда его семью нередко посещали поселенные в Тобольске декабристы, а между ними особенно близок был Якушкин».  
Дочь И. П. Менделеева Ольга была замужем за ялуторовским купцом-предпринимателем И. П. Медведевым, который был знаком с декабристом И. В. Якушкиными, материально помогал ему в устройстве в Ялуторовске школы для мальчиков из народа и перевёз для школьного здания строение со своей фабрики. После смерти мужа Ольга Ивановна вышла замуж за декабриста Н. В. Басаргина.
После смерти И. П. Менделеева Н. В. Басаргин и И. И. Пущин материально помогали его вдове и детям и интересовались успехами младшего сына Дмитрия. И. И. Пущин 7 февраля 1856 года сообщал брату из Ялуторовска про Дмитрия, который из-за наследственной болезни лёгких учительствовал в Крыму: «Менделеев уже в Симферополе на службе…».
В семье Басаргиных воспитывалась дочь декабриста Н. О. Мозгалевского — Пелагея, которая позднее вышла замуж за брата Д. И. Менделеева — Павла Ивановича. П. И. Менделеев сохранил для потомков рукопись «Записок» Н. В. Басаргина, по которой они были изданы в 1917 году П. Е. Щеголевым.
Брат жены И.П. Менделеева, Василий Дмитриевич Корнильев был женат на двоюродной сестре (по материнской линии) декабриста П. И. Пестеля — Надежде Иосифовне Биллингс.
И.П. Менделеев похоронен в Тобольске на Завальном кладбище рядом с кладбищенской церковью. Его могила является памятником истории местного значения. Неподалёку находятся могилы декабристов — А. П. Барятинского, Ф. М. Башмакова, Ф. Б. Вольфа, С. Г. Краснокутского, В. К. Кюхельбекера, А. М. Муравьева, С. М. Семенова.